# 피겨스케이팅 선수 목록
바로가기:
ㄱ
ㄴ
ㄷ
ㄹ
ㅁ
ㅂ
ㅅ
ㅇ
ㅈ
ㅊ
ㅋ
ㅌ
ㅍ
ㅎ
피겨 스케이팅의 선수 목록.

## ㄱ
- 가와구치 유코
- 고즈카 다카히코
- 곽민정
- 김나영
- 김민석
- 김민우
- 김연아
- 김진서
- 김채화
- 김하늘
- 김해진
- 김현정
- 김예림
- 김하늘

## ㄴ
- 나오미 나리 남
- 나카노 유카리

## ㄷ
- 다카하시 다이스케
- 데니스 텐
- 데이비드 윌슨
- 드미트리 흐로민

## ㄹ
- 라우라 레피스퇴
- 레베카 김
- 리지 준

## ㅁ
- 미라이 나가수
- 미셸 콴
- 무라카미 카나코

## ㅂ
- 브라이언 오서
- 브리앙 주베르

## ㅅ
- 사샤 코헨
- 선쉐
- 소니아 헤니
- 스구리 후미에
- 스테판 랑비엘

## ㅇ
- 아델리나 소트니코바
- 아라카와 시즈카
- 아사다 마오
- 아사다 마이
- 안도 미키
- 알렉세이 야구딘
- 알리사 시즈니
- 애덤 리펀
- 에번 라이서첵
- 예브게니 플루셴코
- 오다 노부나리
- 유영
- 윤예지
- 윤효진
- 율리아 라우토바
- 율리아 리프니츠카야
- 이리나 슬루츠카야
- 이준형
- 이천군
- 임은수
- 이토 미도리
- 이해인
- 위서영

## ㅈ
- 자오홍보
- 장단
- 장하오
- 제프리 버틀
- 조니 위어
- 조아니 로셰트
- 진보양

## ㅊ
- 차준환
- 천루

## ㅋ
- 카롤리나 코스트너
- 카타리나 비트
- 캐럴라인 장
- 크리스티 야마구치
- 키라 코르피

## ㅌ
- 토마스 베르너

## ㅍ
- 패트릭 챈

## ㅎ
- 하뉴 유즈루
- 한지원

바로가기:
ㄱ
ㄴ
ㄷ
ㄹ
ㅁ
ㅂ
ㅅ
ㅇ
ㅈ
ㅊ
ㅋ
ㅌ
ㅍ
ㅎ